# Dee Fondy
Dee Virgil Fondy (ur. 31 października 1924, zm. 19 sierpnia 1999) – amerykański baseballista, który występował na pozycji pierwszobazowego.
Był zawodnikiem organizacji Brooklyn Dodgers, Chicago Cubs, w którym zaliczył debiut w Major League Baseball, Pittsburgh Pirates oraz Cincinnati Reds. 24 września 1957 w meczu przeciwko Brooklyn Dodgers był ostatnim pałkarzem na stadionie Ebbets Field, zamkniętym po tym spotkaniu, a zburzonym trzy lata później.